# Unalia
Unalia är ett släkte av insekter. Unalia ingår i familjen gräshoppor.
Kladogram enligt Catalogue of Life:
| Unalia | \| \| Unalia brevipes \| \| \| \| \| \| Unalia fitzgeraldi \| \| \| \| |
|        | \| \| Unalia brevipes \| \| \| \| \| \| Unalia fitzgeraldi \| \| \| \| |
|        | Unalia brevipes                                                        |
|        |                                                                        |
|        | Unalia fitzgeraldi                                                     |
|        |                                                                        |